# Hieracium subargentinense
Hieracium subargentinense là một loài thực vật có hoa trong họ Cúc. Loài này được Zahn mô tả khoa học đầu tiên năm 1922.